# Temelucha speciosa
Temelucha speciosa är en stekelart som beskrevs av Dasch 1979. Temelucha speciosa ingår i släktet Temelucha och familjen brokparasitsteklar. Inga underarter finns listade i Catalogue of Life.